# Pelargonium triphyllum
Pelargonium triphyllum är en näveväxtart som beskrevs av Nikolaus Joseph von Jacquin. Pelargonium triphyllum ingår i släktet pelargoner, och familjen näveväxter. Inga underarter finns listade i Catalogue of Life.